# Nemobiopsis decui
Nemobiopsis decui är en insektsart som beskrevs av Bonfils 1981. Nemobiopsis decui ingår i släktet Nemobiopsis och familjen syrsor. Inga underarter finns listade i Catalogue of Life.